# Cedoaphis incognita
Cedoaphis incognita är en insektsart som beskrevs av Hottes och Theodore Henry Frison 1931. Cedoaphis incognita ingår i släktet Cedoaphis och familjen långrörsbladlöss. Inga underarter finns listade i Catalogue of Life.